# Imseegraben
Der Imseegraben, oder auch Imseebach, ist ein kleiner Bach im Gemeindegebiet von Palting im Bezirk Braunau am Inn in Oberösterreich. Er ist ein rechter Nebenfluss der Mattig.

## Geographie

### Verlauf
Der Imseegraben hat seinen Ursprung am Südufer des Imsees als dessen Abfluss in der gleichnamigen Ortschaft Imsee (Gemeinde Palting). Der kleine Bach fließt zunächst in südliche Richtung. Nachdem er die sumpfige Umgebung des Imsees verlassen hat, wird er für gut 500 Meter verrohrt geführt. Der Imseegraben hat seinen Wiederaustritt an die Oberfläche südlich des Gemeindezentrums von Palting, welches er auch anschließend in Richtung Westen durchfließt. Bei Bruck (Gemeinde Palting) mündet er nach 1 km Fließstrecke von rechts in die Mattig ein. Seine Mündung liegt unweit des etwa gleichgroßen Heminger Grabens in die Mattig.

### Einzugsgebiet
Im Osten grenzt das Einzugsgebiet des Imseegrabens an das eines unbedeutenden periodischen Graben der zum Mühlberger Bach entwässert. Im Süden fließt der Mundenhamer Graben, der ebenfalls in die Mattig mündet.